# Birger Lindberg Møller
Birger Lindberg Møller R.¹ (født 17. november 1946) er en dansk plantebiolog og professor på og centerleder for Center for Syntetisk Biologi på Det Natur- og Biovidenskabelige Fakultet på Københavns Universitet. Han forsker i planters biokemi og syntetisk biologi.

## Uddannelse og karriere
Møller blev uddannet i biokemi på Københavns Universitet i 1972, og læste herefter en ph.d. i organisk kemi og biokemi samme sted, som han færdiggjorde i 1975. Han blev dr.scient. i 1984 med en disputats om planters fotosyntese.
Han havde en række ansættelser med fondsmidler på Den Kgl. Veterinær- og Landbohøjskole, University of California og Carlsberg Laboratorium i perioden 1972-1984. Hos Carlsberg var han Niels Bohr Fellow under Videnskabernes Selskab. Han blev forskningsprofessor på Institut for Plantefysiologi, Den Kgl. Veterinær- og Landbohøjskole i 1984, og i 1990 udnævnt som professor i plantebiokemi samme sted. Fra 1998-2007 var han leder af Center for Molekylær Plantefysiologi (finansieret af Danmarks Grundforskningsfond) ved Den Kgl. Veterinær- og Landbohøjskole, der i dag er lagt ind under Københavns Universitet.
I 2014-2015 var han direktør for Carlsberg Laboratorium.
Møller er aktivt involveret i samarbejde med og vejledning af do-it-yourself communities og deltager i debatter om muligheder, risici og etik i forbindelse med syntetisk biologi. Han er valgt medlem af Det Kongelige Danske Videnskabsakademi og medlem af International Human Rights Network of Academic and Scholarly Societies, Washington. I 2007 blev han tildelt VILLUM Kann Rasmussens forskningspris, den største danske forskningspris (350.000 euro). I 2013 modtog han et ERC Advanced Grant og i 2015 et ERC PoC Grant. Hans nuværende forskningsgruppe er finansieret af bevillinger fra Novo Nordisk Fonden og fra Carlsbergfondet.
Han har udgivet over 400 videnskabelige artikler og har et h-index på 72 i følge Web of Science. 

## Hæder
Priser
- 1994: Carlsberg Forskerprisen
- 1994: Direktør Ib Henriksens Forskerpris
- 1995: Ridder af Dannebrog
- 2003: SPPS formidlingspris
- 2004: Fremtidsprisen, Akademiet for Fremtidsforskning
- 2007: Villum Kann Rasmussens Årslegat, Villum Fonden[3]
- 2009: Æresdoktor, Umeå Universitet
- 2013: Æresprofessor University of Queensland
- 2014: Ridder af Dannebrog af første grad

Videnskabsakademier
- Videnskabernes Selskab[6]
- Danmarks Naturvidenskabelige Akademi
- Akademiet for de Tekniske Videnskaber